# Rafah grænseovergang
Rafah-grænseovergangen (arabisk: تقاطع حدود رفح ; hebraisk: מעבר רפיח ; engelsk Rafah Border Crossing) er et overgangssted på grænsen mellem Egypten og Gazastriben.
Overgangen er den sydligste vej ud af Gaza og grænser op til Egyptens Sinai-halvø.
Der er andre grænseovergange ud og ind af Gazastriben − Erez mod nord til Israel for mennesker, og Kerem Shalom mod syd for godstransport ved trelandsgrænsen Egypten, Gazastriben, Israel.
Efter Hamas' angreb 7. oktober 2023 lukkede Israel disse to overgange, hvilket efterlod overgangen syd for Rafah som den eneste, og det er her eventuel humanitær bistand skal passere.